# Quadro de medalhas dos Jogos Paralímpicos de Inverno de 2014
O quadro de medalhas dos Jogos Paralímpicos de Inverno de 2014 é uma lista que classifica os Comitês Paralímpicos Nacionais de acordo com o número de medalhas conquistadas nos Jogos em Sóchi, na Rússia, onde foram disputadas 72 finais em seis esportes, totalizando 216 medalhas distribuídas.

## O quadro
O quadro de medalhas está classificado de acordo com o número de medalhas de ouro, estando as medalhas de prata e bronze como critérios de desempate em caso de países com o mesmo número de ouros.
     País sede destacado.
| Ordem | País               | Medalha de ouro | Medalha de prata | Medalha de bronze |     |
| ----- | ------------------ | --------------- | ---------------- | ----------------- | --- |
| 1     | RUS Rússia         | 30              | 28               | 22                | 80  |
| 2     | GER Alemanha       | 9               | 5                | 1                 | 15  |
| 3     | CAN Canadá         | 7               | 2                | 7                 | 16  |
| 4     | UKR Ucrânia        | 5               | 9                | 11                | 25  |
| 5     | FRA França         | 5               | 3                | 4                 | 12  |
| 6     | SVK Eslováquia     | 3               | 2                | 2                 | 7   |
| 7     | JPN Japão          | 3               | 1                | 2                 | 6   |
| 8     | USA Estados Unidos | 2               | 7                | 9                 | 18  |
| 9     | AUT Áustria        | 2               | 5                | 4                 | 11  |
| 10    | GBR Grã-Bretanha   | 1               | 3                | 2                 | 6   |
| 11    | NOR Noruega        | 1               | 2                | 1                 | 4   |
|       | SWE Suécia         | 1               | 2                | 1                 | 4   |
| 13    | ESP Espanha        | 1               | 1                | 1                 | 3   |
| 14    | NED Países Baixos  | 1               |                  |                   | 1   |
|       | SUI Suíça          | 1               |                  |                   | 1   |
| 16    | FIN Finlândia      |                 | 1                |                   | 1   |
|       | NZL Nova Zelândia  |                 | 1                |                   | 1   |
| 18    | BLR Bielorrússia   |                 |                  | 3                 | 3   |
| 19    | AUS Austrália      |                 |                  | 2                 | 2   |
| TOTAL | TOTAL              | 72              | 72               | 72                | 216 |